# János Martinek
János Martinek (Budapeste, 23 de maio de 1965) é um ex-pentatleta húngaro, bicampeão olímpico. 

## Carreira
János Martinek representou seu país nos Jogos Olímpicos de 1988 e 1996, na qual conquistou a medalha de ouro, no pentatlo moderno, em 1988 por equipes e individual, e em 1996 bronze no individual. 